# Steenbecque
Steenbecque (niederländisch Steenbeke oder Steenbeeke) ist eine französische Gemeinde mit 1.626 Einwohnern (Stand: 1. Januar 2022) im Département Nord in der Region Hauts-de-France. Sie gehört zum Arrondissement Dunkerque und ist Mitglied im Gemeindeverband Cœur de Flandre Agglo. Die Einwohner werden Steenbecquois und Steenbecquoises genannt.

## Geografie

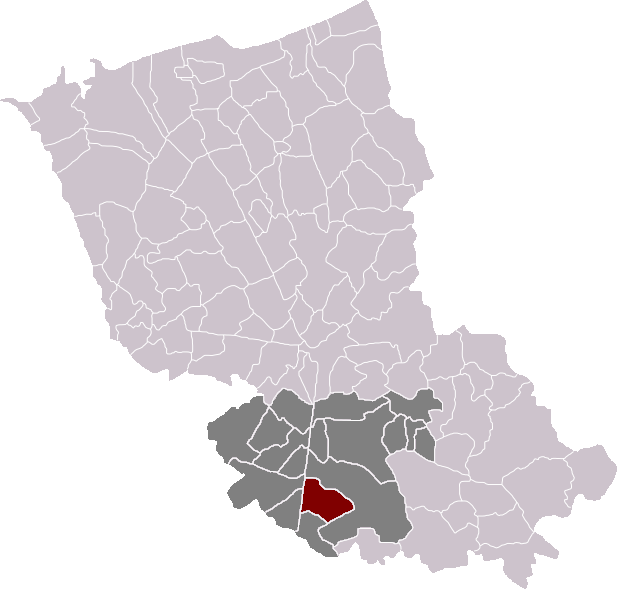
Lage von Steenbecque im Arrondissement Dunkerque

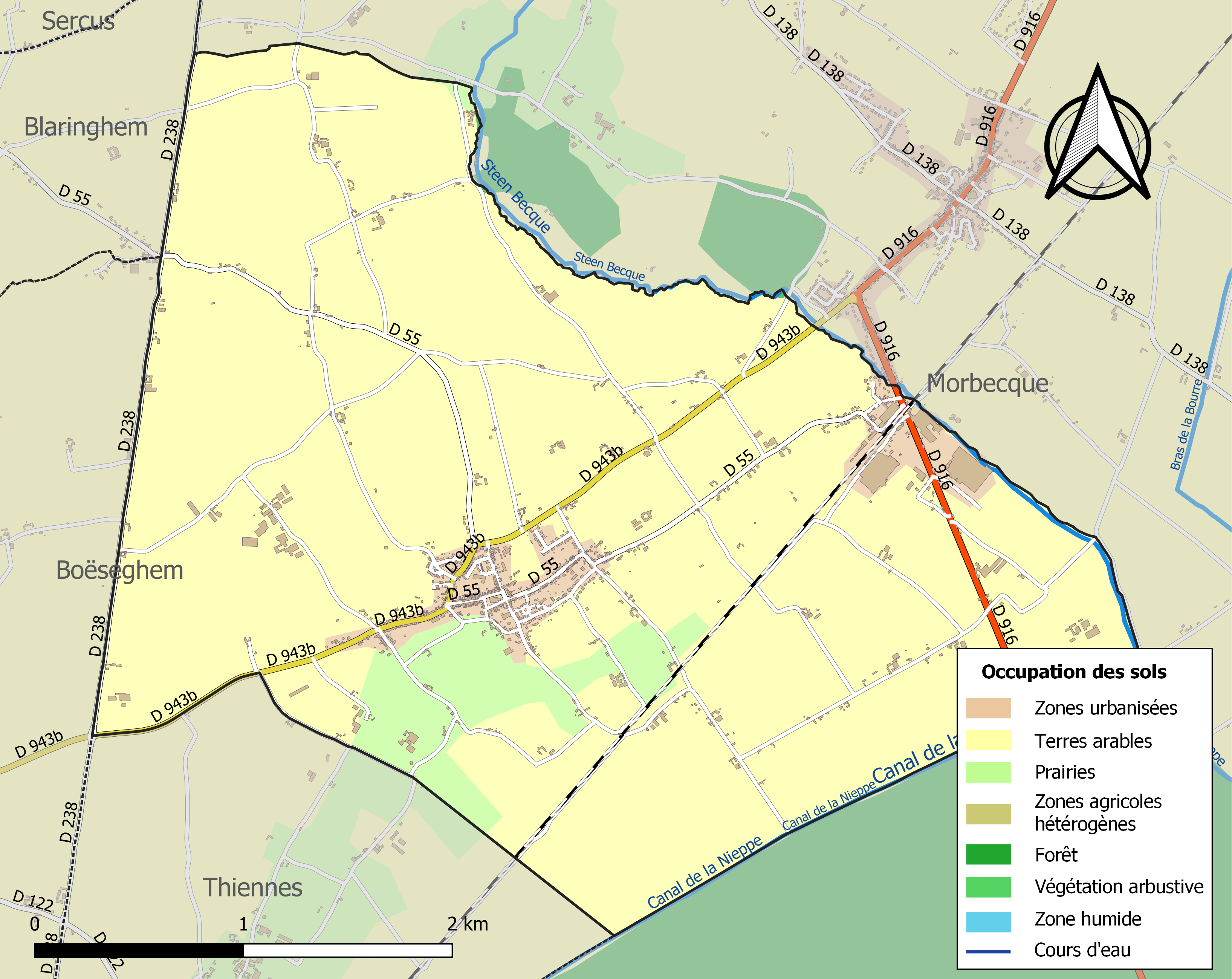
Bodennutzung, Hydrografie und Infrastruktur der Gemeinde (2018)

Steenbecque liegt in Französisch-Flandern, etwa 41 Kilometer südsüdöstlich von Dünkirchen und etwa 42 Kilometer westnordwestlich von Lille in der Région naturelle Houtland. Der Canal de la Nieppe begrenzt die Gemeinde im Südosten, die Steen Becque größtenteils im Norden. Außerdem wird Steenbecque von der Becque des Clytes, den Flüsschen Bas und Thiennes sowie von verschiedenen kleineren Bächen entwässert. Das Zentrum liegt auf einer Höhe von etwa 20 m, Das Gelände fällt im Südosten entlang des Canal de la Nieppe auf bis zu 17 m ab und steigt im Nordwesten auf 65 m Höhe an.
Teile des Gebiets von Steenbecque gehören zu den ZNIEFF-Naturzonen „Bois de la Franque, Bois de la Cruysable et Canton des huit rues“ (310013315) und „La forêt domaniale de Nieppe et ses lisières“ (310013746).
Rund 95 % der Fläche der Gemeinde werden landwirtschaftlich genutzt, rund 5 % entfallen auf bebaute Flächen (Stand: 2018).
Nachbargemeinden von Steenbecque sind Morbecque im Norden und Osten, Thiennes im Süden und Südwesten, Boëseghem im Westen und Südwesten sowie Blaringhem im Westen und Nordwesten.

## Etymologie
Der Name der Gemeinde leitet sich aus den germanischen staina „Stein“  und baki „Bach“ ab. Formen waren in der Folge „Steinbeka“ (1138 und 1183), „Stenbeca“ (1170 und 1199), „Stenbeka“ (1176), „Steimbeche“ (1189).

## Bevölkerungsentwicklung
| Jahr                       | 1962 | 1968 | 1975 | 1982 | 1990 | 1999 | 2006 | 2013 | 2020 |
| Einwohner                  | 1447 | 1497 | 1469 | 1485 | 1553 | 1612 | 1692 | 1739 | 1662 |
| Quellen: Cassini und INSEE |      |      |      |      |      |      |      |      |      |

## Sehenswürdigkeiten
- Kirche Saint-Pierre, Hallenkirche aus dem 14. und 17. Jahrhundert mit Ursprüngen aus dem 12. Jahrhundert. Sie birgt zahlreiche Ausstattungsgegenstände, die in der Base Palissy gelistet sind, darunter eine große Anzahl, die als Monument historique der beweglichen Objekte klassifiziert sind.
- Calvaire an der Kirche
- Ehemaliges Hospiz
- Ehemalige Schule, im flämischen Stil erbaut

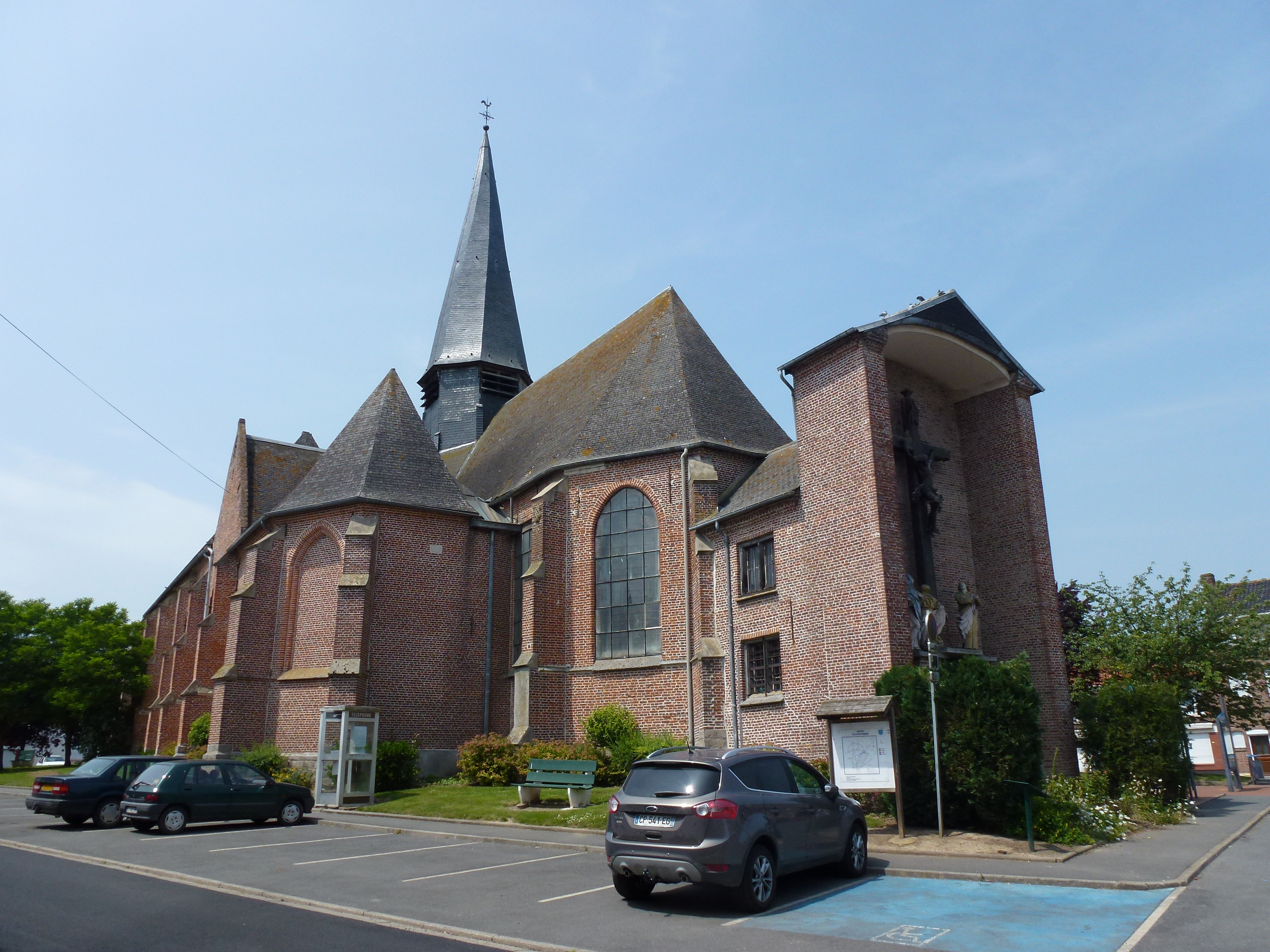
Kirche Saint-Pierre
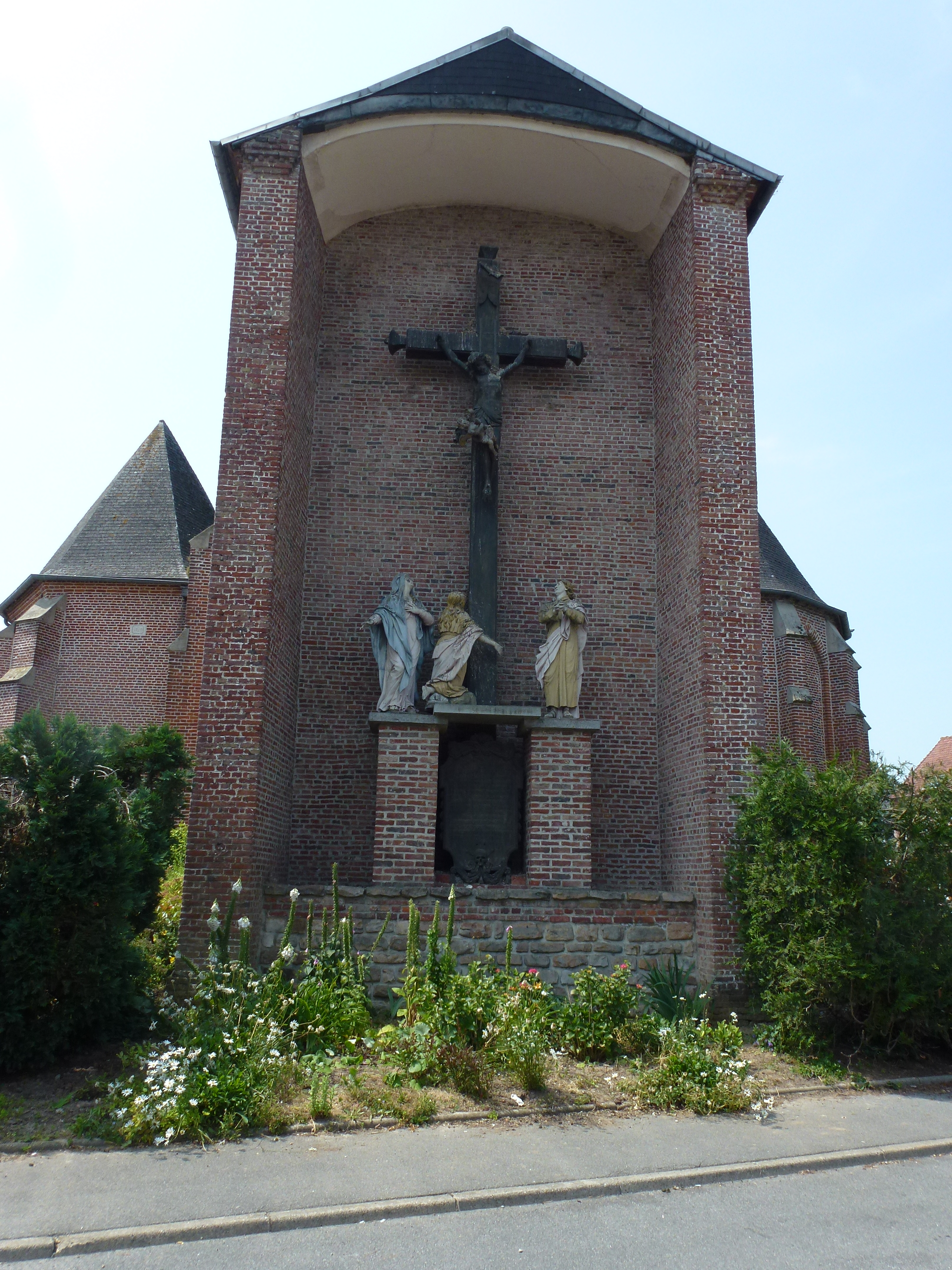
Calvaire
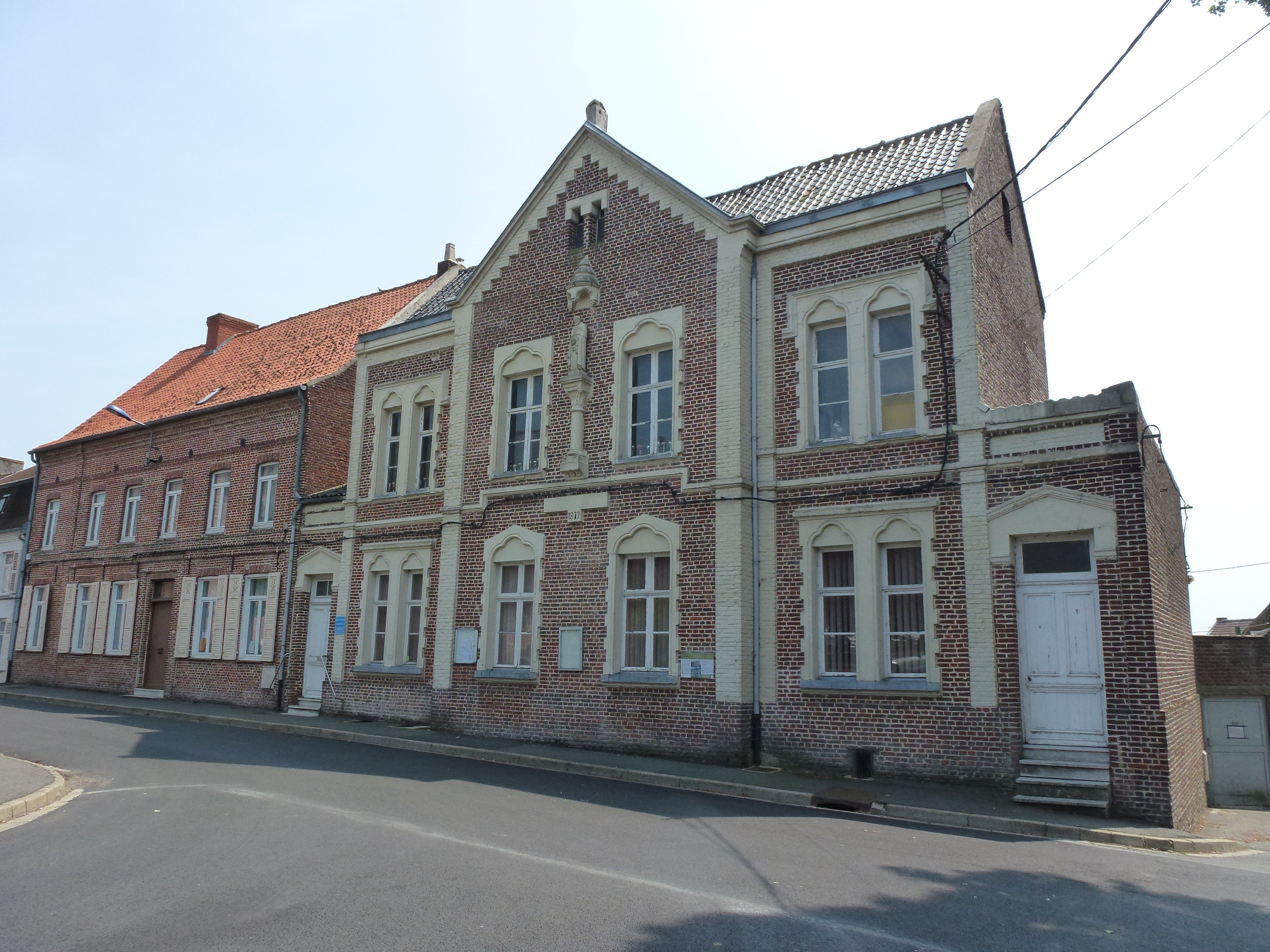
Ehemaliges Hospiz
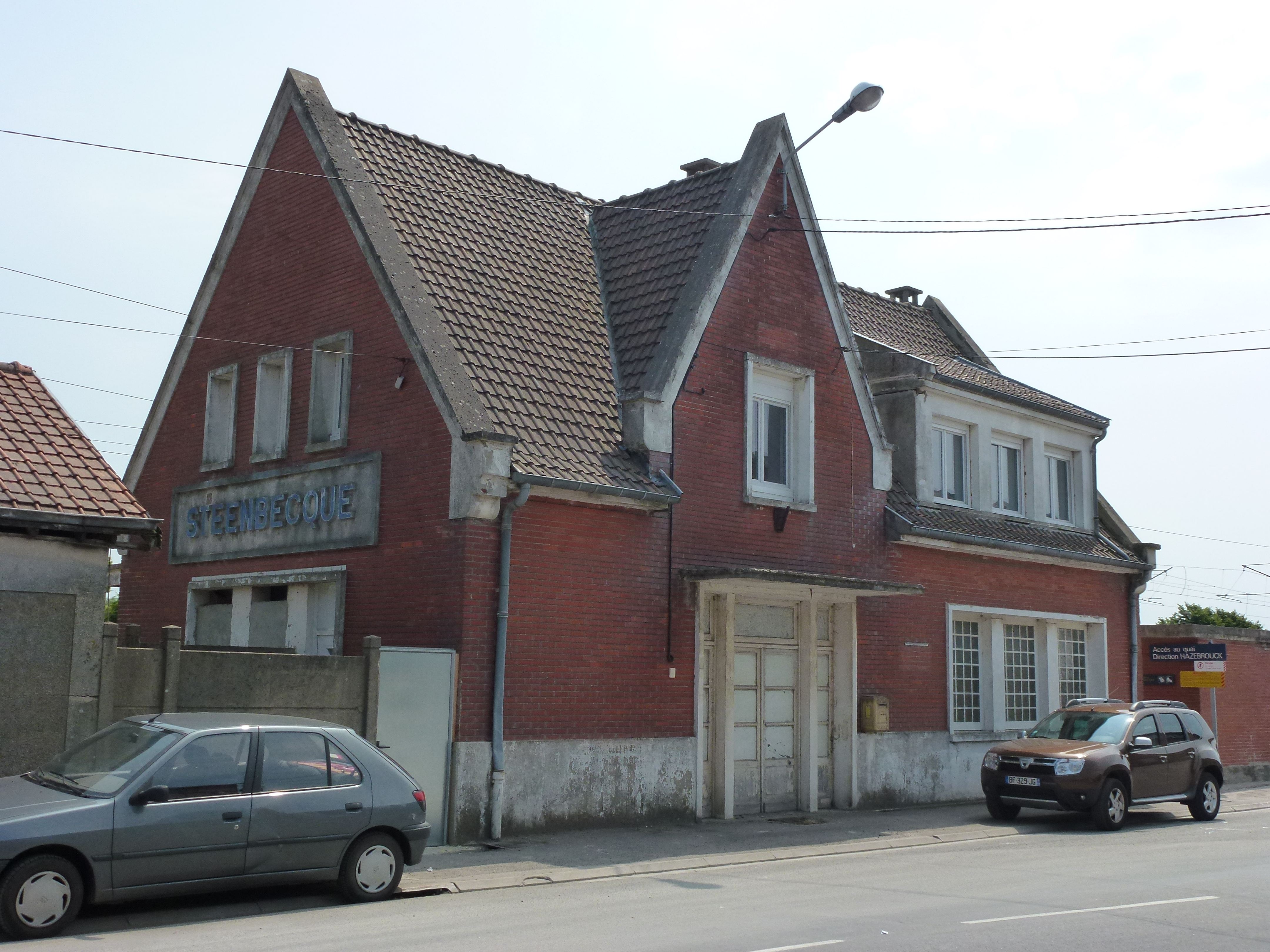
Bahnhof
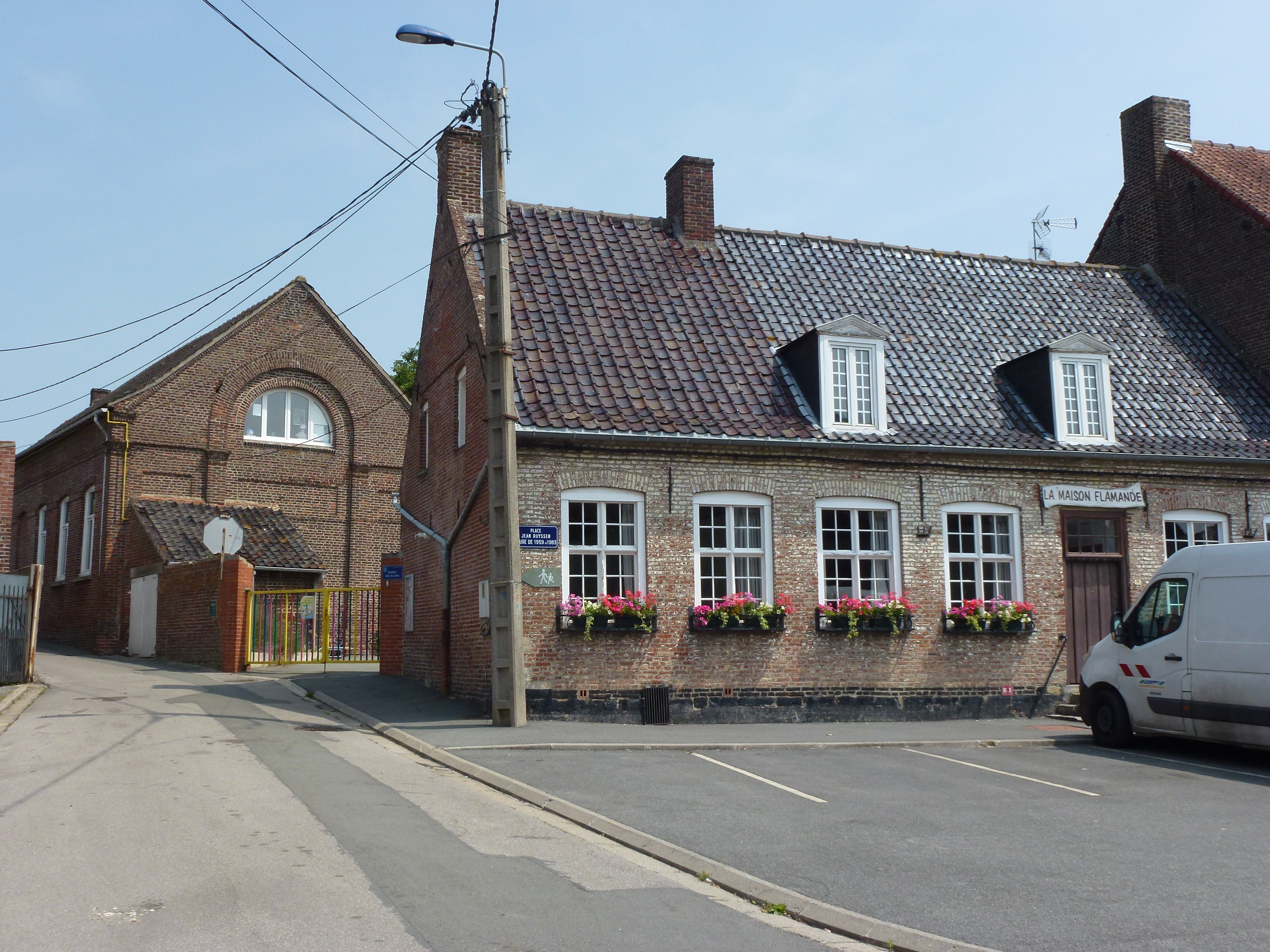
Ehemalige Schule
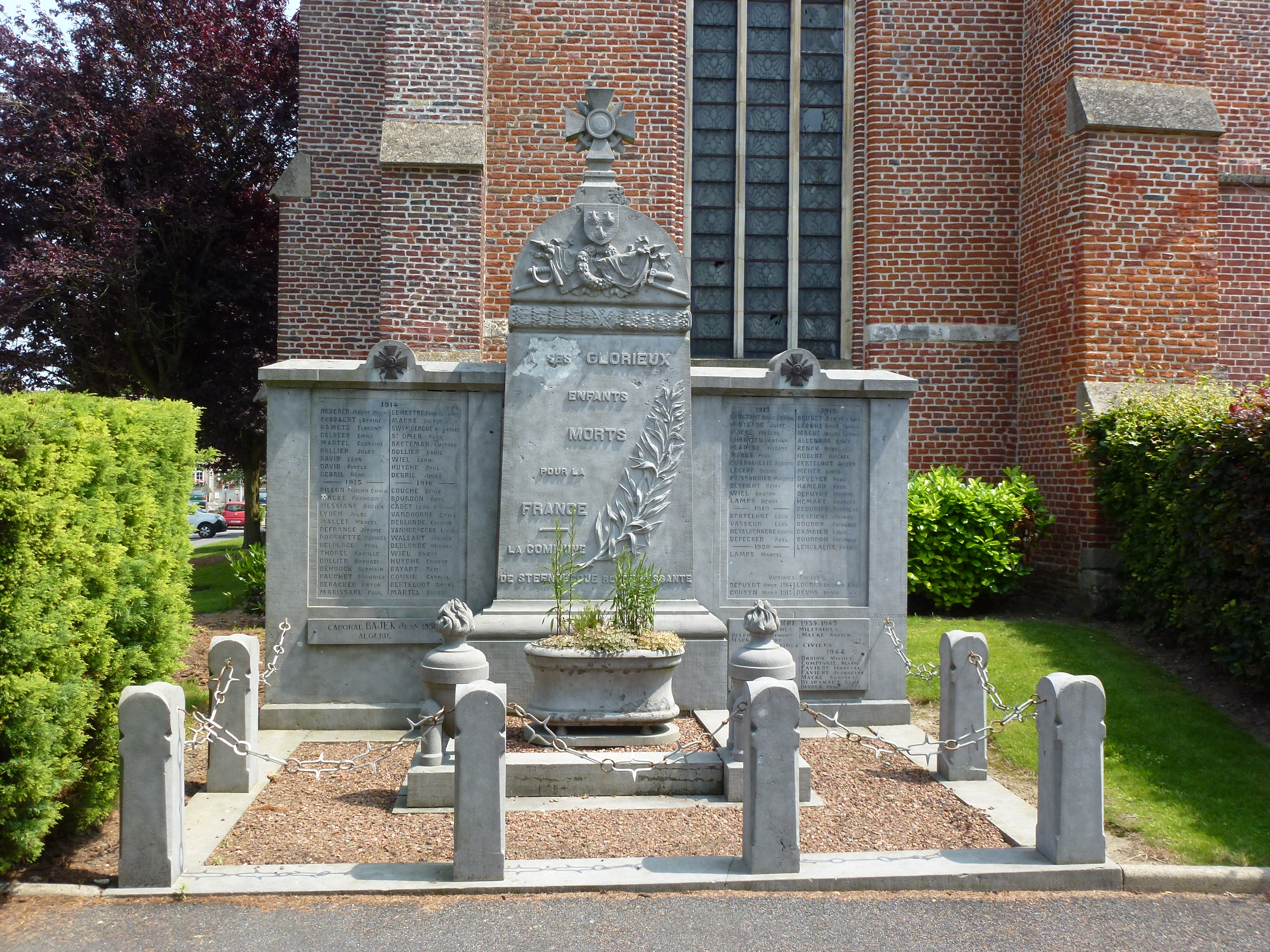
Gefallenendenkmal

## Verkehr
Die Departementsstraße D 916, die ehemalige Route nationale 16 von Sarcelles bei Paris nach Dünkirchen, durchquert das nordöstliche Gemeindegebiet auf einer Länge von etwa 1,7 Kilometer. Die Departementsstraße D 943B, ein Seitenast der ehemaligen Route nationale 43, mündet kurz hinter der Gemeindegrenze in Morbecque in die D 916, durchquert Steenbecque und führt in südwestlicher Richtung nach Aire-sur-la-Lys. Die nachgeordnete D 55 und lokale Landstraßen verbinden das Zentrum mit den Weilern der Gemeinde und weiteren Nachbargemeinden. Busse einer Linie der Transportgesellschaft Arc-en-Ciel des Départements Nord verbinden Steenbecque mit Hazebrouck und mit Aire-sur-la-Lys.
Die Bahnstrecke Arras–Dunkerque durchquert das Gebiet der Gemeinde von Südwest nach Nordost. Steenbecque besitzt einen Haltepunkt, der von Zügen einer Linie der TER Hauts-de-France bedient wird, die zwischen Hazebrouck und Arras verkehren.